# Hochschule für Kirchenmusik Herford-Witten
Die Hochschule für Kirchenmusik Herford-Witten in Herford  und Witten ist eine Einrichtung der Evangelischen Kirche von Westfalen. Bis 2016 war der Name Hochschule für Kirchenmusik der Evangelischen Kirche von Westfalen.
Sie ist die einzige protestantische kirchliche Musikhochschule in Nordwestdeutschland sowie die zweitgrößte der sechs evangelischen Musikhochschulen in Deutschland und der fast 30 deutschen Ausbildungsstätten für evangelische Kirchenmusik. 10 Prozent der Studierenden des Fachs Evangelische Kirchenmusik werden in Herford ausgebildet.
Die Hochschule bietet die Studiengänge mit den Abschlüssen „Kirchenmusik B“, „Kirchenmusik A“ an. Am Standort Herford mit dem Studiengang Kirchenmusik klassisch bereitet sie zudem auf die Künstlerische Reifeprüfung in den Fächern Orgel, Orgelimprovisation, Chorleitung, Klavier und Historische Tasteninstrumente vor. Am Standort Witten wird der Studiengang Kirchenmusik popular mit der Ausrichtung auf Rock, Pop, Jazz und Gospel angeboten.

## Geschichte

### Standort Herford

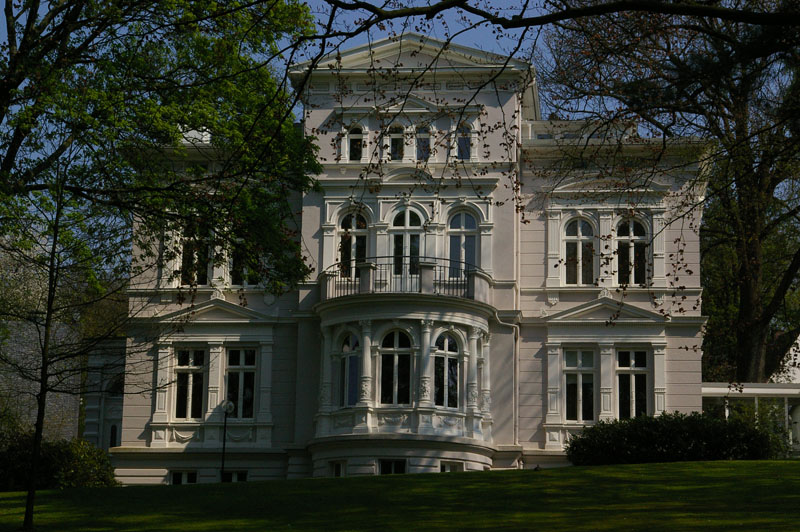
Hochschulstandort Herford, Parkstraße 6

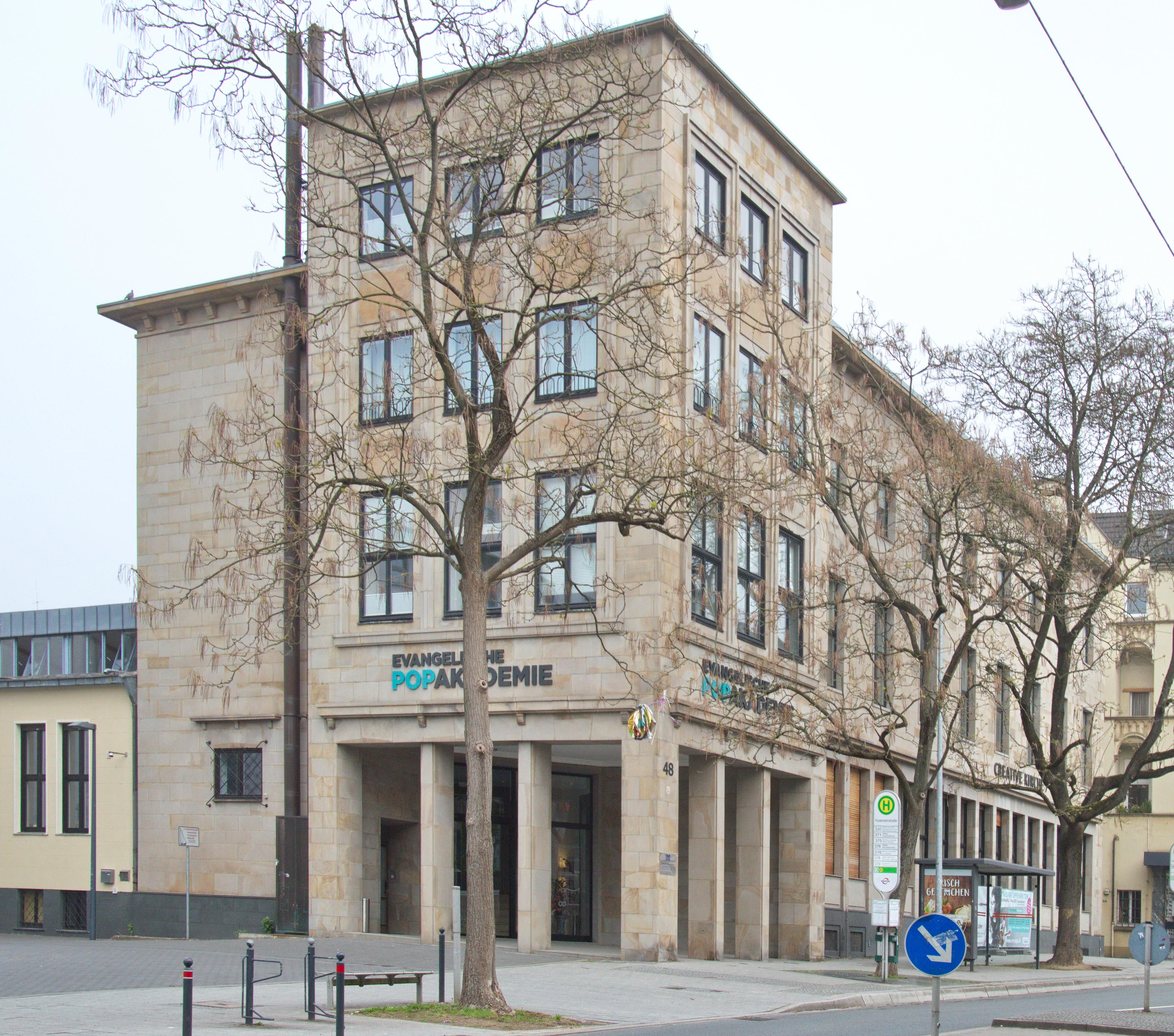
Pop-Akademie (Witten) der Hochschule

Ihre erste Satzung erhielt die Hochschule für Kirchenmusik Herford am 22. April 1949 als Kirchenmusikschule für die Evangelische Kirche von Westfalen in Herford, nachdem sie bereits im Januar 1948 den Unterrichtsbetrieb aufgenommen hatte. Die Ausbildungsstätte ging aus dem am 1. November 1925 eröffneten Institut für Kirchenmusik des Städtischen Konservatoriums Dortmund hervor, das noch vor dem allgemein als älteste Kirchenmusikschule Deutschlands bezeichneten in Aschersleben entstand. Nach dem Zweiten Weltkrieg wurde der Herforder Superintendent Hermann Kunst von der Evangelischen Kirche von Westfalen mit der Neugründung der Schule beauftragt. Da er wegen der Kriegsschäden weder im Ruhrgebiet noch in Münster, Bielefeld oder Minden ein geeignetes Gebäude fand, entschloss er sich, die Schule in Herford anzusiedeln. Hermann Kunst beauftragte als Gründungsrektor den heute wegen seiner Nähe zum Nationalsozialismus umstrittenen Wilhelm Ehmann. Die ersten Kirchenmusikkurse wurden 1948 im Gemeindehaus der Münsterkirchengemeinde an der Mönchstraße durchgeführt. 1949 zog die damalige Westfälische Landeskirchenmusikschule in eine ehemalige Zigarrenfabrik an der Bielefelder Straße, wo ein Internat angeschlossen war und 1951 wurde das Gebäude an der Parkstraße bezogen.
Der Unterricht fand zunächst in Form von Kursen für nebenberufliche Kirchenmusiker statt; die ersten B-Examina für Hauptberufliche wurden 1951, das erste (auf der B-Prüfung aufbauende) A-Examen 1971 abgenommen. Heute bildet die Ausbildungsstätte B- und A-Kirchenmusiker aus und bietet zudem besonders Qualifizierten die Möglichkeit, in einigen ausgewählten Fächern die Künstlerische Reifeprüfung abzulegen. Unter Ehmanns Nachfolger Kirchenmusikdirektor Uwe Karsten Groß (ab 1976) wurde das Institut, das sich den Namen „Westfälische Landeskirchenmusikschule“ gegeben hatte, 1991 in die staatlich anerkannte „Hochschule für Kirchenmusik der Evangelischen Kirche von Westfalen“ umgewandelt. 1993 wurde eine zweite Professur für gottesdienstliches Orgelspiel und Improvisation eingerichtet, deren erste Lehrstuhlinhaberin Christiane Michel-Ostertun wurde.
Mitte Oktober 2024 entschied die Landeskirche, dass ab dem Semester 2025/26 der gesamte Hochschulbetrieb am Standort Witten weitergeführt wird. Grund  ist die kritische wirtschaftliche Gesamtlage. Der Standort Herford wird damit aufgegeben. Für die weitere Nutzung der Gebäude in Herford gibt es noch keine konkreten Pläne.

### Standort Witten
Im Jahr 2016 wurde in Witten die Evangelische Popakademie gegründet. Seither kann dort „Evangelische Kirchenmusik Popular“ mit Bachelor- und Master-Abschlüssen studiert werden. Für die Leitung und den Aufbau des Hochschulbereiches der Akademie wurde Hartmut Naumann zum Prorektor und Professor für Popularmusik berufen. Er führte das Leitungsamt bis 2023 aus. Seit 2016 heißt die Hochschule Hochschule für Kirchenmusik Herford-Witten.

### Standort Bochum
Mitte März 2022 entschied die Leitung der Evangelischen Kirche von Westfalen, dass die Studienangebote der Standorte Herford und Witten ab voraussichtlich 2026 in einem gemeinsamen Neubau auf dem Campus der Evangelischen Hochschule Rheinland-Westfalen-Lippe in Bochum fortgeführt werden sollen.

## Rektoren
- 1948–1976: Wilhelm Ehmann
- 1976–1993: Kirchenmusikdirektor Uwe Karsten Groß
- 1995–2007: Kirchenmusikdirektor Rolf Schönstedt
- 2007–2020: Helmut Fleinghaus
- seit 1. Mai 2023: Jochen Kaiser

## Studium
Schwerpunkte der klassischen Ausbildung liegen neben den Hauptfächern Orgel und Chorleitung auf einer praxisbezogenen Gemeindearbeit mit einer umfangreichen Bläserarbeit sowie den Fächern Gemeindesingen und Kinderchorleitung. Obligatorisch für die Studierenden ist die Teilnahme an der Arbeit des Hochschulchores. Konzertreisen führten den Hochschulchor in den letzten Jahren nach Frankreich, Island, Ungarn und Rumänien. Als Studiengänge bietet die Hochschule die folgenden an: die Ausbildung zum hauptberuflichen B- und A-Musiker (bei entsprechender Qualifikation im Rahmen des B-Examens) und das Studium mit dem Ziel der Künstlerischen Reifeprüfung (bei entsprechender Qualifikation im B- oder A-Examen) in einem der Fächer Orgelliteraturspiel, Orgelimprovisation, Chorleitung, Klavierspiel und Spiel auf historischen Tasteninstrumenten (Cembalo, Clavichord etc.). Das Studium dauert 8 Semester bis zum B-Examen weitere 4 Semester bis zum A-Examen. Zwischenzeitlich handelt es sich dabei um Bachelor- und Masterstudiengänge.

## Studenten
Der Lehrbetrieb der Hochschule am Standort Herford ist bis zu einer Kapazität von 50 Studenten ausgelegt. Im Wintersemester 2019/20 waren 56 Studenten eingeschrieben.

## Westfälische Kantorei
Angeschlossen an die Herforder Hochschule für Kirchenmusik ist die Westfälische Kantorei. Dieser gemischte Chor wurde 1948 (zunächst als „Ravensberger Kantorei“) von Wilhelm Ehmann gegründet. Gastspiele in ganz Europa, in den USA, Japan und Südafrika bezeugen die Bedeutung des Chores während der 1950er bis 1970er Jahre. Nachfolger in der Arbeit mit dem Chor waren die Herforder Chorleitungsprofessoren Klaus-Martin Ziegler und Hannelotte Pardall. Seit 1986 liegt die Leitung in den Händen von Hildebrand Haake. Unter seiner Leitung entwickelte sich das Ensemble zu einem Kammerchor mit den Literaturschwerpunkten Alte Musik und 20. Jahrhundert; es entstanden Einspielungen für den SFB und den WDR. 2006 gewann der Chor den ersten Preis beim Deutsch-Niederländischen Chorwettbewerb.